# Louis-Alphonse-Victor de Broglie

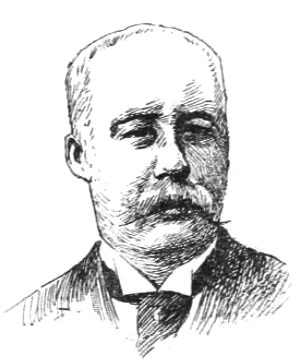
Louis-Alphonse-Victor de Broglie

Louis-Alphonse-Victor de Broglie (* 30. Oktober 1846 in Rom; † 26. August 1906 in Broglie, Département Eure, Normandie), war ein französischer Diplomat und Politiker aus der Familie der Herzöge de Broglie.
Victor de Broglie war der älteste Sohn des späteren französischen Premierministers Albert de Broglie, 4. Herzog de Broglie (1821–1901) und von Pauline de Galard de Brassac de Béarn (1825–1860). Er wurde in Rom geboren, wo sein Vater eine diplomatische Position bekleidete.
Als Sohn eines monarchistischen Politikers schlug auch er eine diplomatische Laufbahn ein und wurde Botschaftssekretär und Abgeordneter.
Am 26. September 1871 heiratete er in Paris Pauline de La Forest d'Armaillé (1851–1928). Mit ihr hatte er fünf Kinder, von denen vier das Erwachsenenalter erreichten:
- Albertine (* 4. Dezember 1872 in Paris, † 24. Mai 1946 in Paris)
- Maurice (1875–1960), der ein berühmter Physiker wurde
- Philippe (* 6. Dezember 1881 in Paris, † 18. Mai 1890 in Paris)
- Pauline (* 5. Februar 1888 in Paris, † 29. Februar 1972 in Paris)
- Louis (1892–1987), der ebenfalls ein berühmter Physiker wurde und 1929 den Nobelpreis erhielt.

Er besaß das Schloss Broglie, bewohnte aber zumeist das Château de Saint-Amadour in La Selle-Craonnaise, das seine Frau geerbt hatte.
| Personendaten    | Personendaten                             |
| ---------------- | ----------------------------------------- |
| NAME             | Broglie, Louis-Alphonse-Victor de         |
| ALTERNATIVNAMEN  | Broglie, Louis-Alphonse-Victor, 5. duc de |
| KURZBESCHREIBUNG | französischer Diplomat und Abgeordneter   |
| GEBURTSDATUM     | 30. Oktober 1846                          |
| GEBURTSORT       | Rom                                       |
| STERBEDATUM      | 26. August 1906                           |
| STERBEORT        | Broglie, Departement Eure, Normandie      |